# Dibrachoides dynastes
Dibrachoides dynastes är en stekelart som först beskrevs av Förster 1841.  Dibrachoides dynastes ingår i släktet Dibrachoides, och familjen puppglanssteklar. Arten är reproducerande i Sverige.